# Heidi James
Pour les articles homonymes, voir James.
Heidi James, née à Austin au Texas, est une actrice américaine.

## Filmographie
Comme actrice
- 1997 : McCallum (série télévisée) : Marisol
- 2000 : The Bill (série télévisée) : Carla Prentice
- 2001 : Casualty (série télévisée) : Donna, 'Posh Spice'
- 2004 : The Art of Talking to Girls (court métrage) : Linda
- 2004 : Anonymous (court métrage) : Rae
- 2006 : Conviction (série télévisée) : Jean Tuccio
- 2011 : Home Away from Home (court métrage) : Babs
- 2011-2012 : Femme Fatales (série télévisée) : Big Aggie (3 épisodes)
- 2013 : Confidence Man (court métrage) : Karen Emerson
- 2014 : Default (court métrage) : Leu
- 2014 : Scrambled (court métrage) : Jaimee
- 2014 : Under the Night That Covers (court métrage) : Jeanie
- 2012-2014 : Devil's Couriers (série télévisée) : Grace (11 épisodes)
- 2014 : Preying for Mercy (téléfilm) : Brandi
- 2015 : Inbetween (série télévisée) : Tanya Love (3 épisodes)
- 2015 : iCommit (téléfilm) : Nola
- 2015 : F#@K I Love U (en) (série télévisée) : Donna (2 épisodes)
- 2015 : Inbetween (téléfilm) : Tanya
- 2016 : Before I Got Famous (série télévisée) : la directrice du casting
- 2016 : Deserted (en) : Calico
- 2016 : Dr. Del (téléfilm) : Angelo Nemo
- 2017 : The Chute (court métrage) : Mom
- 2017 : F.U. Woody Allen : Toby
- 2017 : Hell's 9th Circle (mini-série) : Stella Marden
- 2018 : Walnuts the Movie : Dixie Whiskey

Comme productrice exécutive
- 2016 : Deserted (en)